# Hemnypia baueri
Hemnypia baueri là một loài bướm đêm trong họ Geometridae.